# Kościół Wniebowzięcia Najświętszej Maryi Panny w Biernatowie
Kościół pw. Wniebowzięcia Najświętszej Maryi Panny w Biernatowie – zabytkowy, szachulcowy kościół, należący do dekanatu Trzcianka, diecezji koszalińsko-kołobrzeskiej.,znajdujący się w Biernatowie, w powiecie czarnkowsko-trzcianeckim, w województwie wielkopolskim
Kościół w Biernatowie jest kościołem filialnym parafii Najświętszego Serca Pana Jezusa w Siedlisku. Przy kościele znajduje się stary, niemiecki cmentarz.

## Historia
Kościół został wzniesiony w 1843 roku jako świątynia ewangelicka. Świątynia, przejęta przez kościół katolicki w 1945 roku,  

## Architektura

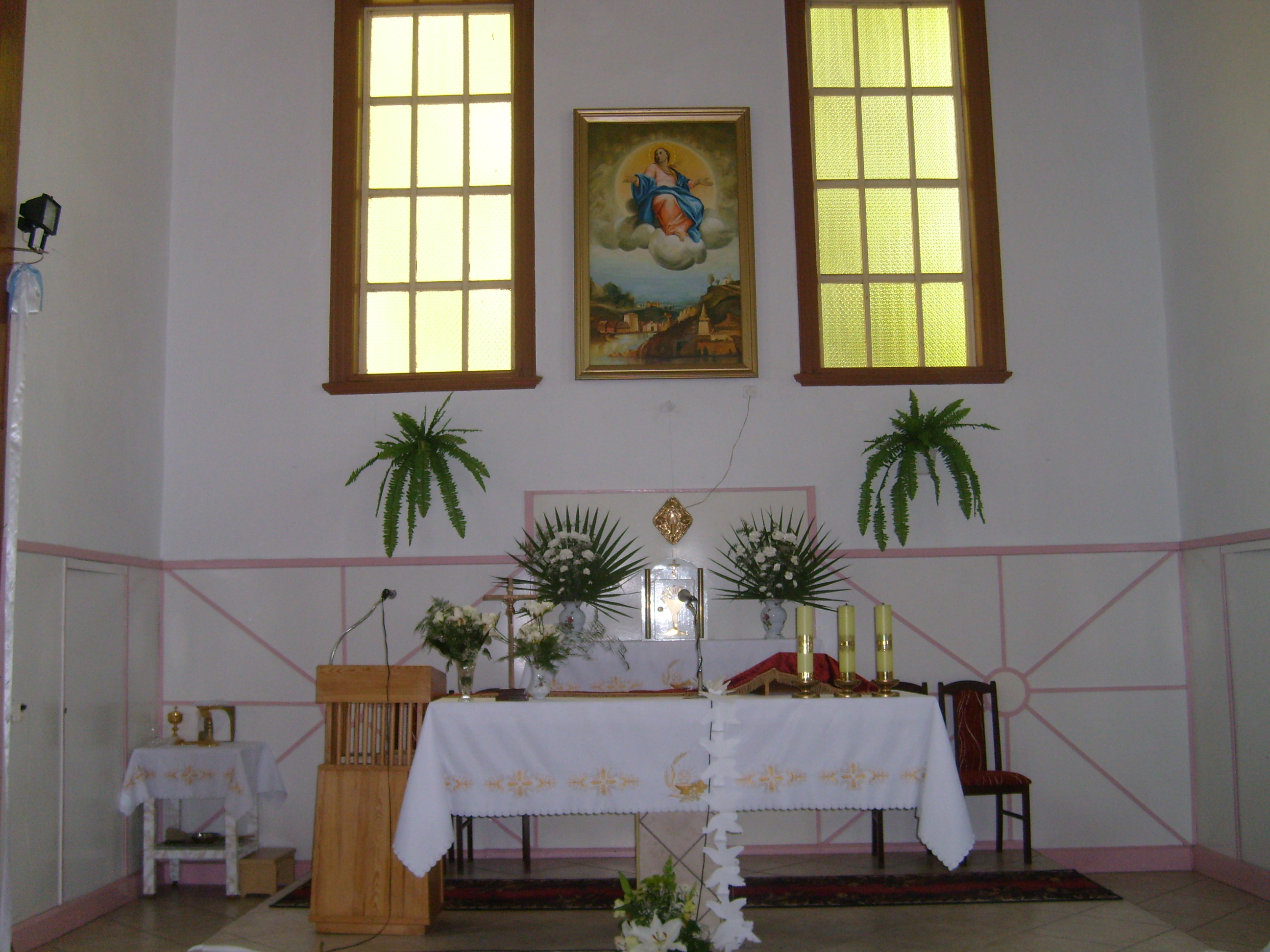
Wnętrze świątyni

Jest to kościół szachulcowy, o dobudowanej pod koniec XIX wieku murowanej wieży, zakończonej blaszaną iglicą. Ma konstrukcję słupowo-ramową, bez wyodrębnionego z nawy prezbiterium.